# Alexander Witting
Carl Johann Adolf Alexander Witting (Dresden, 18 de dezembro de 1861 — Dresden, 29 de novembro de 1946) foi um matemático alemão.

## Obras
- Der mathematische Unterricht an den Gymnasien und Realanstalten und die Ausbildung der Lehramtskandidaten im Königreich Sachsen. Leipzig und Berlin 1910
- Zur Rettung der höheren Schulen. In: Physikalische Blätter (Neue Physikalische Blätter). 2. Jahrgang 1946, Heft 9, pp. 237–238
- In der Mathematisch-Physikalische Bibliothek – Gemeinverständliche Darstellungen aus der Elementarmathematik und -physik für Schule und Leben herausgegeben von Dir. Dr. W. Lietzmann und Studienrat Dr. A. Witting, B. G. Teubner, Leipzig und Berlin:

– Einführung in die Infinitesimalrechnung, Band 9.
– Beispiele z. Geschichte d. Mathematik, Band 15 (mit M. Gebhardt).
– Soldaten-Mathematik, Band 22.